# Latin classique
Pour un article plus général, voir Latin.
Le latin classique est la forme du latin qui était utilisé dans la Rome antique, dans sa littérature habituellement considérée comme « classique ». Son utilisation comprend l'âge d'or de la littérature latine, qui va du Ier siècle av. J.-C. au début du Ier siècle. On l'a également étendu jusqu'au IIe siècle.
Ce qui est de nos jours appelé le latin classique était, en fait, une forme très stylisée de la langue littéraire, construite sélectivement depuis le latin archaïque, duquel très peu d'œuvres ont survécu.
Le latin classique diffère des formes précédentes du latin littéraire de plusieurs façons. Il est notamment différent de la langue utilisée par Caton l'Ancien, Plaute et, dans une certaine mesure, Lucrèce. Il diverge du latin archaïque en ce que les finales -os (nominatif singulier) et -om de la deuxième déclinaison passent à -us et -um, et il en diverge aussi par le glissement sémantique de certains mots.
Le latin parlé par le commun des habitants de l'Empire romain, en particulier à partir du IIe siècle, est appelé généralement latin vulgaire. Le latin vulgaire se distingue du latin classique par le vocabulaire et la grammaire et, à mesure du temps, également par la prononciation.

## Phonologie
Il y a cinq voyelles en latin classique : [i], [e], [a], [o], [u], qui pouvaient être brèves ou longues. Cette durée avait une valeur phonologique : elle permettait notamment de distinguer l'ablatif du nominatif dans la première déclinaison. Certains mots ne différaient que par la longueur d'une voyelle : ainsi pŏpulus peuple diffère de pōpulus peuplier, ou mălum le mal de mālum une pomme. Les brèves étaient plus ouvertes et se caractérisaient par une tension musculaire moins importante.
[y] n'était présent que dans des emprunts au grec. Il existait en outre trois diphtongues : [au̯], [ae̯] et [oe̯].
Le tableau ci-dessous contient les consonnes du latin classique.
|            | Labiales | Dentales | Palatales | Vélaires | Labio-vélaires | Glottales |
| ---------- | -------- | -------- | --------- | -------- | -------------- | --------- |
| Nasales    | m        | n        |           | ŋ        |                |           |
| Occlusives | p b      | t d      |           | k g      | kʷ gʷ          |           |
| Fricatives | ɸ f      | s        |           |          |                | h         |
| Spirantes  |          |          | j         |          | w              |           |
| Roulées    |          | r        |           |          |                |           |
| Latérales  |          | l ɫ      |           | ɫ        |                |           |

[l] et [ɫ] étaient des variantes combinatoires : [ɫ] est uniquement prononcé devant consonne. Les consonnes pouvaient être géminées.
En outre, dans des termes empruntés au grec, on trouve les consonnes [d͡z], [kʰ], [pʰ], [r̥], [tʰ] - voir aspiration.
Presque tous les mots latins possédaient un accent de hauteur. Cet accent était situé :
- Dans les monosyllabes, sur la syllabe finale ;
- Dans les mots de deux syllabes, sur l'avant-dernière syllabe ;
- Dans les mots de plus de deux syllabes :
  - Sur l'avant-dernière syllabe si cette syllabe est longue, c'est-à-dire qu'elle contient une voyelle longue, une diphtongue ou une voyelle entravée ;
  - Sur l'antépénultième dans les autres cas[7].

Si la syllabe initiale n'était pas tonique, elle recevait un accent secondaire.

## Écriture
En latin classique, il n'y avait presque pas de lettres muettes. Le tableau ci-dessous reprend la valeur phonémique des lettres de l'alphabet latin.
| Graphème | Valeur phonétique                                                    | Exemples                                                  |
| -------- | -------------------------------------------------------------------- | --------------------------------------------------------- |
| A        | [a] ou [aː]                                                          | Roma [ˈroː.ma], stare [ˈstaː.re]                          |
| AE       | [ae̯]                                                                 | caedo [ˈkae̯.do]                                           |
| AV       | [au̯]                                                                 | pauci [ˈpau̯.ki]                                           |
| B        | [b]                                                                  | bibo [ˈbi.bo]                                             |
| C        | [k]                                                                  | circa ['kir.kaː], cedo [ˈkeː.do], caedo ['kae̯.do]         |
| CH       | [kʰ] (uniquement dans des emprunts au grec)                          | chorda [ˈkʰor.da]                                         |
| D        | [d]                                                                  | dedico [ˈdeː.di.ko]                                       |
| E        | [e] ou [eː]                                                          | res [reːs], dicere [ˈdiː.ke.re]                           |
| F        | [ɸ]                                                                  | futurus [ɸuˈtuː.rus]                                      |
| G        | [g]                                                                  | gemini [ˈge.mi.ni], agilis [ˈa.gi.lis]                    |
| G        | [ŋ] devant n                                                         | ignis [ˈiŋ.nis]                                           |
| GV       | [ɡʷ]                                                                 | lingua [ˈliŋ.ɡʷa]                                         |
| H        | [h] à l'initiale                                                     | hostis [ˈhos.tis], humus [ˈhu.mus]                        |
| H        | Muet à l'intérieur des mots dès l'époque prélittéraire               | nihil [ˈni.il], mihi [ˈmi.i]                              |
| I        | [i] ou [iː]                                                          | ira [ˈiː.ra], ita [ˈi.ta]                                 |
| I        | [j]                                                                  | iaceo [ˈja.ke.o]                                          |
| I        | [jj] en position intervocalique                                      | huius [ˈhuːj.jus]                                         |
| L        | [l]                                                                  | alius [ˈa.li.us]                                          |
| L        | [ɫ] devant consonne                                                  | ultra [ˈuɫ.traː]                                          |
| M        | [m]                                                                  | rem [rem]                                                 |
| M        | Muet en position finale, sauf dans les monosyllabes[réf. nécessaire] | aquam [ˈa.kʷa], militem [ˈmiː.li.te], tandem [ˈtan.de]    |
| N        | [n]                                                                  | non [noːn]                                                |
| N        | Muet en position finale, sauf dans les monosyllabes[réf. nécessaire] | crimen [ˈkriː.me], semen [ˈseː.me]                        |
| N        | [ŋ] devant K et G                                                    | anceps [ˈaŋ.keps], tango [ˈtaŋ.go], angustus [aŋˈgus.tus] |
| O        | [o] ou [oː]                                                          | Roma [ˈroː.ma], dominus [ˈdo.mi.nus]                      |
| OE       | [oe̯]                                                                 | poena [ˈpoe̯.na]                                           |
| P        | [p]                                                                  | populus [ˈpo.pu.lus]                                      |
| PH       | [pʰ] (uniquement dans des emprunts au grec)                          | phantasia [pʰanˈta.si.a]                                  |
| QV       | [kʷ]                                                                 | aqua [ˈa.kʷa]                                             |
| R        | [r]                                                                  | radius [ˈra.di.us]                                        |
| RH       | [rʰ] (uniquement dans des emprunts au grec)[réf. nécessaire]         | rhetor [ˈrʰeː.tor]                                        |
| S        | [s]                                                                  | rosa [ˈro.sa]                                             |
| T        | [t]                                                                  | dictio [ˈdik.ti.o]                                        |
| TH       | [tʰ] (uniquement dans des emprunts au grec)                          | theatrum [tʰeˈaː.tru]                                     |
| V        | [u] ou [uː]                                                          | ubi [ˈu.biː], uua [ˈuː.wa]                                |
| V        | [w]                                                                  | uitis [ˈwiː.tis]                                          |
| X        | [ks]                                                                 | exemplum [ekˈsem.plu]                                     |
| Y        | [y] ou [yː] (uniquement dans des emprunts au grec)                   | lyra [ˈly.ra], mythos [ˈmyː.tʰos]                         |
| Z        | [d͡z] (uniquement dans des emprunts au grec)[réf. nécessaire]         | zephyrus [ˈd͡ze.pʰy.rus]                                   |

Dans les éditions modernes, les voyelles longues sont souvent signalées par un macron et les brèves par une brève. On note également [j] j (plutôt que i) et [w] v (plutôt que u). Ces signes étaient inconnus à l'époque classique, mais on signalait parfois les voyelles longues par un signe nommé apex.

## Auteurs de l'âge d'or

### Poésie
On considère[Qui ?] que le plus ancien poète de l'âge d'or est Lucrèce, qui écrivit un long poème épicurien intitulé De rerum natura.
Catulle écrit à une date légèrement postérieure. Il fut le pionnier de l'importation de la versification lyrique grecque en latin. La poésie de Catulle était personnelle, parfois érotique, parfois joueuse. Il écrivit exclusivement selon la métrique grecque. Cette métrique continuera d'avoir une influence sur le style et la syntaxe du latin poétique jusqu'au moment où la croissance de la chrétienté favorisa un style différent.
La tendance hellénisante de l'Âge d'or atteint son apogée avec Virgile, dont l’Énéide est un poème épique qui emprunte sa matière à Homère. Des tendances similaires peuvent être trouvées chez Horace, dont les Odes et les Satires sont écrites à la manière grecque, et qui utilisa presque toutes les formes fixes de la prosodie grecque en latin.
Ovide écrit également de longs et érudits poèmes à propos de la mythologie grecque, ainsi que des pièces semi-satiriques comme L'Art d'aimer. Tibulle et Properce écrivirent également des poèmes modelés d'après des modèles grecs antérieurs.

### Prose
En prose, on trouve une illustration de l'âge d'or du latin classique par César, dont le Commentaires sur la Guerre des Gaules présente un style laconique, précis et militaire. Les discours de Cicéron, notamment les Catilinaires, ont été considérées pendant plusieurs siècles comme les meilleurs extraits de prose en latin classique. Ses traités rhétoriques firent longtemps autorité pour l'expression latine.
L'historiographie était un autre genre important du latin classique. On y inclut Salluste, dont la Conjuration de Catilina et la Guerre de Jugurtha sont ses seules œuvres à avoir été complètement préservées. Un autre œuvre d'importance est Ab Urbe condita libri de Tite-Live, histoire de Rome depuis sa fondation, dont seuls 35 des 142 livres ont survécu.
L'œuvre technique la plus importante ayant survécu est De Architectura de Vitruve, une compilation de méthodes de construction, ainsi que la description des machines aidant la construction. Il donna également une description d'engins de guerre et de moulins à eau et de pompes à eau.

## L'âge d'argent du latin classique

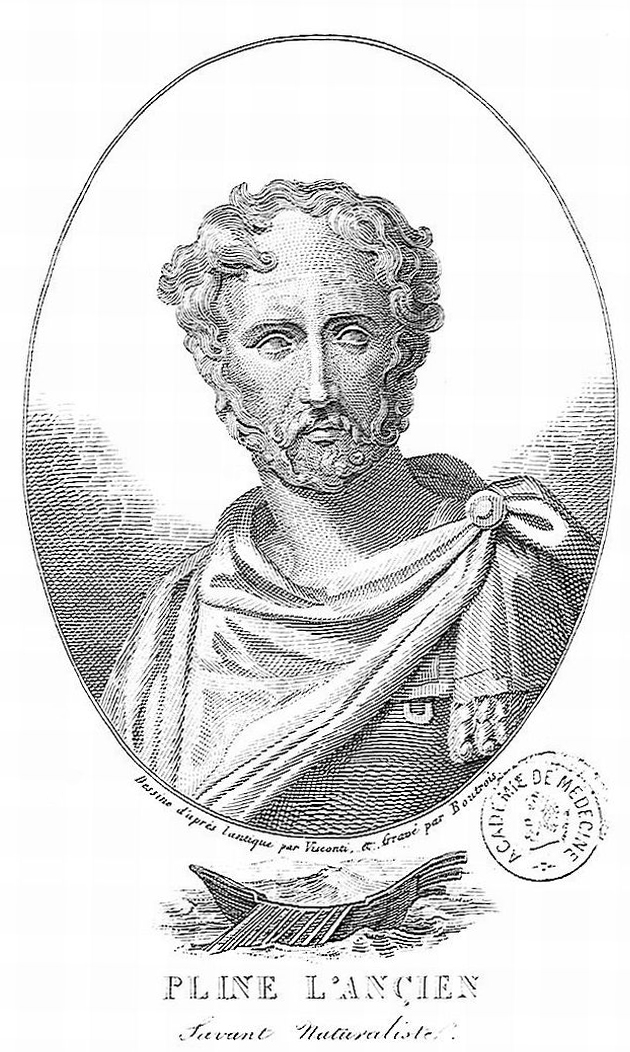
Pline l'Ancien, portrait imaginaire du XIXe siècle (aucun portrait d'époque n'a survécu).

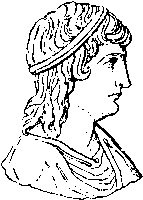
Silhouette d'Apulée.

Le latin classique a continué d'être utilisé pendant l'« âge d'argent » de la littérature latine classique. Cet âge comprend le Ier et le IIe siècle et suit immédiatement l'âge d'or. La littérature de l'âge d'argent a traditionnellement été considérée comme inférieure à celle de l'âge d'or. Il a également été appelé « post-augustinien ». Parmi les œuvres ayant survécu, celles de Pline l'Ancien et de Pline le Jeune ont inspiré les auteurs des générations ayant suivi, en particulier ceux de la Renaissance.
- Phèdre (-15-50)
- Sénèque le Jeune (-4-65)
- Pline l'Ancien (23-79)
- Pétrone (v. 27-66)
- Perse (poète) (34-62)
- Quintilien (v. 35-v. 100)
- Lucain (39-65)
- Martial (40-v. 103)
- Stace (45-96)
- Tacite (v. 56-v. 117)
- Pline le Jeune (63-v. 113)
- Suétone (v. 70-v. 130)
- Juvénal (fl. 127)
- Aulu-Gelle (v. 125-v. 180)
- Apulée (v. 125-v. 180)

L'âge d'argent a également fourni deux romans latins : les Métamorphoses d'Apulée et le Satyricon de Pétrone.

### Changements stylistiques
L'âge d'argent du latin peut lui-même être subdivisé en deux périodes. Une période d'expérimentation radicale dans la seconde moitié du Ier siècle et un néoclassicisme au IIe siècle.

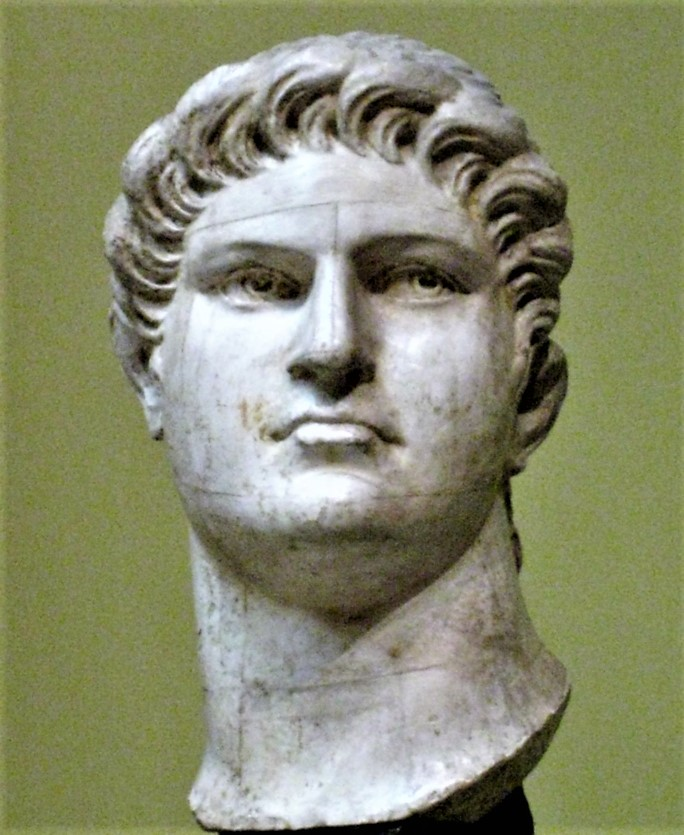
Buste de plâtre représentant Néron, Musée Pouchkine, Moscou.

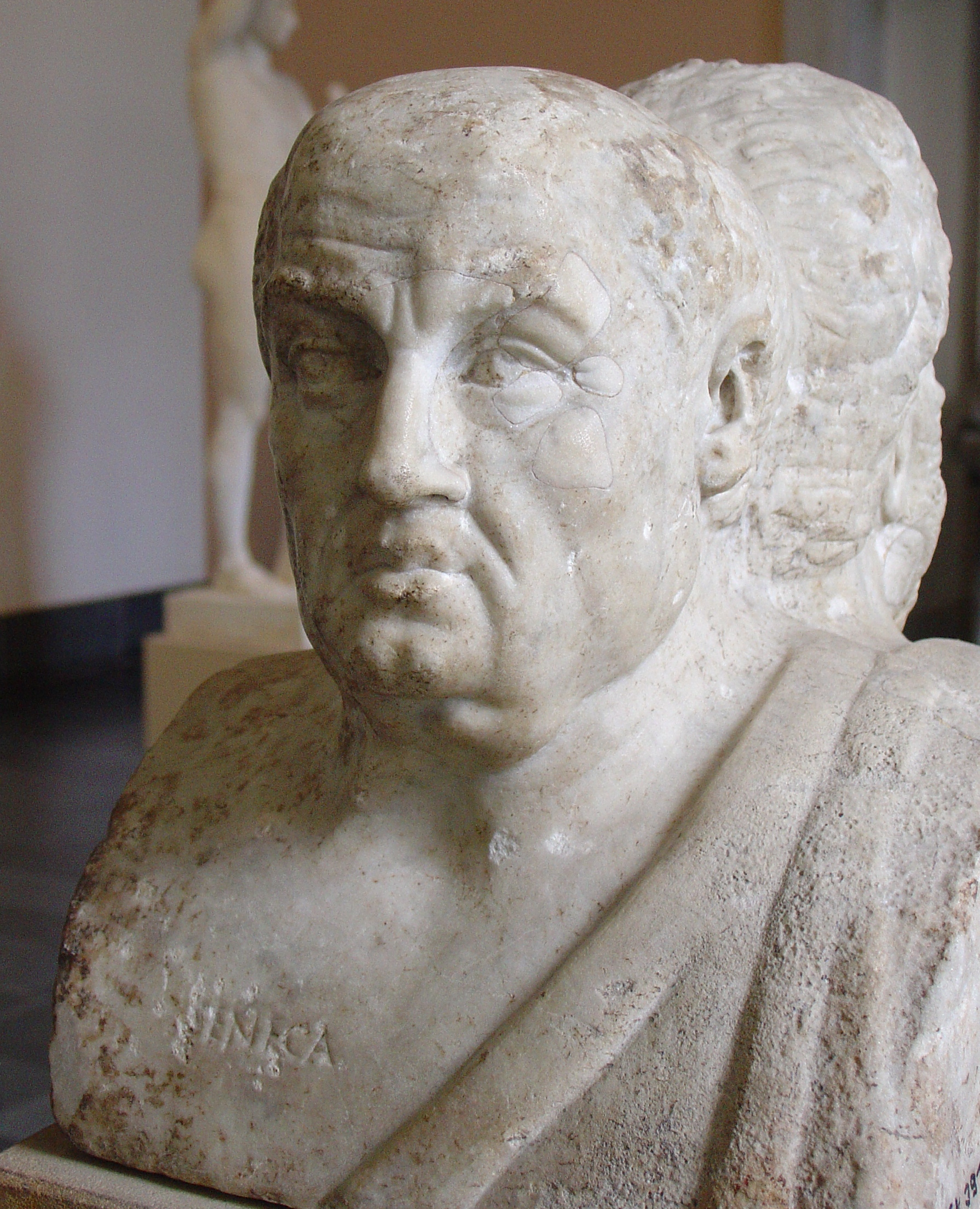
Ancien buste de Sénèque le Jeune (Antikensammlung Berlin)

Sous le règne de Néron et Domitien, des poètes comme Sénèque le Jeune, Lucain et Stace ont été les pionniers d'un style nouveau qui a plu, déplu ou laissé perplexe, selon les époques et les critiques littéraires postérieurs. Quant au style, les littératures datant de Néron et des Flaviens montrent l'importance de l'enseignement de la rhétorique dans l'éducation romaine. Le style, déclamatoire, parfois éloquent, est largement marqué par l’asianisme : on y trouve un vocabulaire exotique, des aphorismes soignés (le « style coupé » de Sénèque), parfois au détriment de la cohérence thématique.
Les thèmes abordés à la fin du Ier siècle montrent un intérêt pour la violence, la magie, les passions extrêmes. Sous l'influence du stoïcisme, l'importance des dieux recule, alors que la physiologie des émotions prend plus de place. Des sentiments passionnels comme la colère, la fierté et l'envie sont dépeints avec des termes presque anatomiques d'inflammation, d'œdème, de montée de sang ou de bile. Chez Stace par exemple, la respiration des Muses est décrite comme une calor (fièvre).
Alors que leur extrémisme à la fois dans le thème et la diction a valu à ces poètes un certain rejet de la part des auteurs du néoclassicisme, ils étaient très estimés à la Renaissance, et ont connu un certain regain d'intérêt parmi les poètes modernistes anglais.
À la fin du Ier siècle, la réaction contre cette forme de poésie avait commencé. Des auteurs comme Tacite, Quintilien et Juvénal montrent tous la résurgence d'un style plus classicisant sous les empereurs Trajan, Antonin le Pieux et ses successeurs.